# Lithobates megapoda
Lithobates megapoda es una especie de anfibio anuro de la familia Ranidae.

## Distribución geográfica
Esta especie es endémica del centro-oeste de México. Habita entre los 823 y 1520 metros sobre el nivel del mar en el sur del estado de Nayarit y el oeste del estado de Jalisco, al norte del estado de Michoacán y al sur del estado de Guanajuato.

## Publicación original
- Taylor, 1942 : New Caudata and Salientia from Mexico. University of Kansas Science Bulletin, vol. 28, n.º 14, p. 295-323[5]